# Émile Puech
Émile Puech (Sébrazac, 9 maggio 1941) è un presbitero ed epigrafista francese.

## Biografia
Dirigente di ricerca del CNRS francese e professore della Scuola Biblica e Archeologica di Gerusalemme, è uno specialista di fama internazionale nell'essenismo, direttore della rivista Qumrân e ricercatore statutario presso il Laboratorio di Studi Semitici Antichi del Collège de France.
Nel 1990 è stato eletto dai suoi pari come caporedattore dei manoscritti della grotta 4 di Qumran. È membro del comitato scientifico della rivista Antiguo Oriente.

## Opere
- (FR) Farah Mebarki, Émile Puech e cconvictions d'un savanton la collaborazione di George J. Brooke et al., Les manuscrits de la mer Morte, Rodez, Éditions du Rouergue, 2002.. Edizione italiana a cura di Gianfranco Ravasi, I manoscritti del Mar Morto, Milano, Jaca Book, 2003.
- (FR) Émile Puech, La croyance des Esséniens en la vie future: Immortalité, résurrection, vie éternelle? Histoire d'une croyance dans le judaïsme ancien. Tome I: La résurrection des morts et le contexte scripturaire; Tome II: Les données qumrâniennes et classiques, in Études Bibliques, NS 21-22, Parigi, éd. Gabalda, 1993.
- Émile Puech, L'ostracon de Khirbet Qeyafa et les débuts de la royauté en Israël, in Revue Biblique, vol. 117, n°2, 2010,  pp. 162-184.